# Site Inscrit
Als Site Inscrit (französisch: eingetragener Ort) wird im Landschaftsschutz in Frankreich ein Natur- oder Kulturdenkmal mit besonderem künstlerischem, geschichtsträchtigem, wissenschaftlichem, sagenumwobenem oder malerischem Charakter verzeichnet. 
Eine Site Inscrit ist der staatlichen Aufsicht und Auflagen zu ihrer Erhaltung unterworfen. Die Art durchzuführender Arbeiten ist reglementiert, einige Tätigkeiten sind verboten, für Aufwendungen zur Erhaltung zahlt der Staat Zuschüsse. Mit dem Status einer Site Classé, dem klassifizierter Ort, der die nächsten Schutzstufe darstellt, verschärfen sich die Auflagen, der Umfang der Unterstützung zur Erhaltung steigt.
Im Jahre 1997 waren in Frankreich 2695 Sites Classés registriert.